# El Mochito
El Mochito är en ort i Honduras.   Den ligger i departementet Departamento de Santa Bárbara, i den västra delen av landet, 130 km nordväst om huvudstaden Tegucigalpa. El Mochito ligger 933 meter över havet och antalet invånare är 1 950.
Terrängen runt El Mochito är bergig västerut, men österut är den kuperad. Runt El Mochito är det ganska tätbefolkat, med 199 invånare per kvadratkilometer. Närmaste större samhälle är Las Vegas, 1,4 km nordost om El Mochito. 